# Peyton List (ur. 1998)

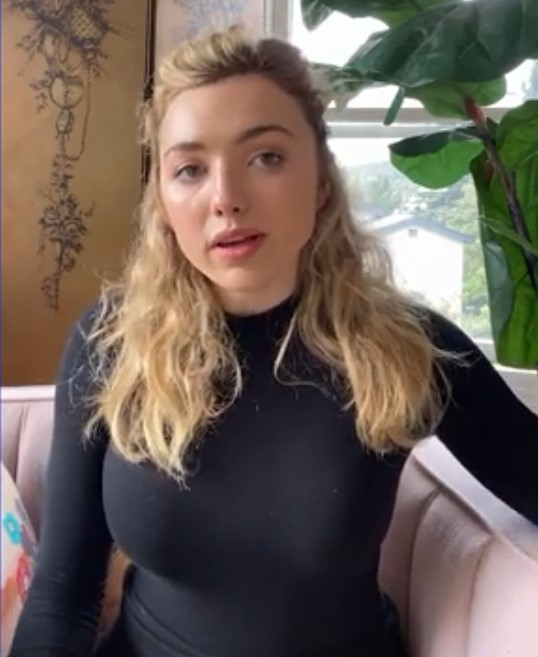
Peyton List (2020)

Peyton Roi List (ur. 6 kwietnia 1998 na Florydzie) – amerykańska aktorka i modelka. Wystąpiła m.in. w serialach Jessie, Obóz Kikiwaka. Ma dwóch braci: Spencera (bliźniak) i Phoenixa, którzy zajęli się aktorstwem i modelingiem.

## Filmografia

### Filmy
- 2004: Spider-Man 2
- 2007: The Product of 3c jako młoda Winnie
- 2008: Remember Back, Remember When jako Luna
- 2008: 27 sukienek (27 Dresses[1]) jako młoda Jane
- 2009: Wyznania zakupoholiczki (Confessions of a Shopaholic) jako dziewczyna w sklepie
- 2010: Secrets in the Walls jako Molly (film telewizyjny)
- 2010: Uczeń czarnoksiężnika (The Sorcerer’s Apprentice) jako młoda Becky
- 2010: 3 Backyards jako Emily
- 2010: Twój na zawsze (Remember Me) jako Samantha
- 2010: Bereavement jako Wendy Miller
- 2011: Dziennik cwaniaczka 2 (Diary of a Wimpy Kid: Rodrick Rules[1]) jako Holly Hills
- 2011: Something Borrowed jako młoda Darcy Rhone
- 2012: The Trouble with Cali jako młoda Cali Bluejones
- 2012: Dziennik cwaniaczka 3 (Diary of a Wimpy Kid: Dog Days[1]) jako Holly Hills
- 2016: The Swap jako Ellie
- 2016: The Outcasts jako Mackenzie
- 2016: The Thinning jako Laina Michaels
- 2018: Anthem of a Teenage Prophet jako Faith
- 2018: Kiedy się pojawiłaś jako Ashley
- 2018: Odsiew: Nowy Porządek Świata jako Laina Michaels
- 2020: Swimming for Gold jako Claire Carpenter
- 2020: Valley Girl jako Courtney
- 2020: Pająki z papieru jako Lacy
- 2020: Hubie ratuje Halloween jako Peggy
- 2021: Aileen Wuornos: American Boogeywoman jako Aileen Wuornos
- 2022: The Friendship Game jako Zooza
- 2023: Shriver jako Sophie Firestone

### Seriale
- 2002: As the World Turns
- 2004: Wszystkie moje dzieci (All My Children) jako Bess
- 2005: Late Show with David Letterman jako turystka
- 2007: Saturday Night Live jako mała dziewczynka
- 2008: Kaszmirowa mafia (Cashmere Mafia) jako Sasha Burden
- 2009: Plotkara (Gossip Girl) jako mała dziewczynka #1
- 2011: Prawo i porządek: sekcja specjalna jako młoda Larissa Welsh
- 2011-2015: Jessie jako Emma Ross
- 2012: Austin i Ally jako Emma Ross
- 2013: Koszmar siostry (A Sister's Nightmare) jako Emily
- 2013: Powodzenia, Charlie! jako Emma Ross (odcinku świątecznym)
- 2014: To nie ja (I Didn't Do It) jako Sherri
- 2015: K.C. nastoletnia agentka jako Emma Ross
- 2015-2018, 2021: Obóz Kikiwaka (BUNK’D) jako Emma Ross[1]
- 2018: Happy Together[1] jako Sierra
- 2018-2019: Lekkie jak piórko  (Light as a Feather[1]) jako Olivia Richmond
- 2019–2025: Cobra Kai jako Tory[1]
- 2023: School Spirits[1] jako Maddie Nears